# Discographie de Gérard Siracusa
Discographie complète de Gérard Siracusa, par catégories.

## Sous son nom
- Drums Immersion (Signature-Radio France SIG 11065-HM CD 83), 2008.
- Slumberland (Nato 1039), 1987

Louis Sclavis, Yves Robert, Mark Dresser, Gérard Siracusa.
- Percussion Solo-Jardins de Paille (GRIM Musiques 2), 1983.

## Jazz de création
- Birgé Hôtel (GRRR 3062 online), 1998

Jean-Jacques Birgé, Jean-François Vrod, Bernard Vitet, Michel Houellebecq, Hélène Labarrière, Gérard Siracusa
- Lindsay Cooper, A view From The Bridge - Composed Works, (Impetus Records IMP CD 29831), 1998

Nightmare, Lyrics by Abdulah Sidran - 
Phil Minton, Lindsay Cooper, Dean Brodrick, Thomas Bloch, Gérard Siracusa, Brian Abrhams.
- Michael Riessler, Les Tentations d'Abélard (Wergo WER 8009-2), 1995

Marco Ambrosini, Valentin Clastrier, Renaud Garcia-Fons, Michel Godard, Jean-Louis Matinier, Carlo Rizzo, Gérard Siracusa, Brigitte Sylvestre, Gaston Sylvestre, Michael Riessler (de).
- Various Artists, Sarajevo Suite (L'Empreinte Digitale ED 13039-HM CD 83), 1994

Nightmare by Lindsay Cooper, Lyrics by Abdulah Sidran - 
Phil Minton, Lindsay Cooper, Dean Brodrick, Thomas Bloch, Gérard Siracusa, Brian Abrhams.
- Le Bûcher des silences, Le Bûcher des Silences (Silex Y225040/Auvidis/Naïve), 1994

Valentin Clastrier, Michel Godard, Jean-Louis Matinier, Michael Riessler, Carlo Rizzo, Gérard Siracusa.
- Michael Riessler, Héloïse (Wergo WER 8008-2), 1993

Valentin Clastrier, Renaud Garcia-Fons, Michel Godard, Rabih Abou-Khalil, Jean-Louis Matinier, Carlo Rizzo, Gérard Siracusa, Brigitte Sylvestre, Gaston Sylvestre, Michael Riessler. 
- Nelly Pouget, Le Vivre (Minuit Regards LH 27292), 1993

Nelly Pouget, Horace Tapscott, Kent Carter (en), Andrew Cyrille, Michel Godard, Jean-François Jenny-Clark, Gérard Siracusa. 
- Valentin Clastrier, Hérésie (Silex Y225402/Auvidis/Naïve), 1992

Valentin Clastrier, Michel Godard, Jean-Louis Matinier, Michael Riessler, Gérard Siracusa, Louis Sclavis.
- Michael Riessler, What a time (Label Bleu LBLC6537 HM 83), 1991

Michael Riessler, Claude Barthélemy, Vinko Globokar, Gérard Siracusa.
- Pied de poule, Café noir (GRRR 2019), 1991

Michèle Buirette, Geneviève Cabannes, Dominique Fonfrède, Youenn Le Berre, Gérard Siracusa, Carlos Zingaro (en).
- Claude Barthélemy-ONJ 91, Jack-line (Label Bleu LBLC6538 HM 83), 1991

Manuel Denizet, Christian Lété, Jean-Luc Ponthieux, Renaud Garcia-Fons, Gérard Pansanel, Serges Lazarévitch, Claude Barthélemy, Mico Nissim, Xavier Garcia, Gérard Siracusa, Michel Godard, Patrick Fabert, Jean-François Canape, Luca Bonvini, Yves Favre, Claire Fargier-Lagrange, Michael Riessler, Robert Rangell.
- Un Drame Musical Instantané, Kind Lieder (GRRR 2017), 1991

Jean-Jacques Birgé, Francis Gorgé, Bernard Vitet, Gérard Siracusa.
- Thierry Maucci Quartet, Elogio dell'ombra (GRIM Musiques 4), 1986

Thierry Maucci, Jean-Marc Montera, Bruno Chevillon, Gérard Siracusa.
- Un Drame Musical Instantané, Juve contre Fantômas (GRRR 3040 online), 1984

Jean-Jacques Birgé, Francis Gorgé, Gérard Siracusa
- Un Drame Musical Instantané, L'Homme à la caméra (GRRR 1007), 1984

Jean-Jacques Birgé, Francis Gorgé, Bernard Vitet, Youenn Le Berre, Magali Viallefond, Hélène Sage, Patrice Petitdidier, Philippe Legris, Gérard Siracusa, Jacques Marugg, Bruno Barré, Nathalie Baudoin, Marie-Noëlle Sabatelli, Didier Petit, Geneviève Cabannes.
- André Jaume, Musique 3 & 8 : Errance (Hat Art 2003), 1984

André Jaume, François Méchali, Gérard Siracusa, Jean-Charles Capon, Norbert Bordetti, Blaise Catala, Bruno Chevillon, Bruno Girard.
- André Jaume Quartet & Tavagna, Incontru ( Nato 194), 1984

André Jaume, Jean-Marc Montera, Bruno Chevillon, Gérard Siracusa, Jean-Claude Albertini, Jean-Pierre Lanfranchi, Jean-Etienne Langianni, Charly Levenard, Francis Marcantei, Jose Zuccarelli.
- Un Drame Musical Instantané, Les bons contes font les bons amis (GRRR 1006), 1983

Jean-Jacques Birgé, Francis Gorgé, Bernard Vitet, Hélène Sage, Jacques Marugg, Gérard Siracusa, Patrice Petitdidier, Philippe Legris, Jean Querlier, Youenn Le Berre, Bruno Girard, Nathalie Baudoin, Didier Petit, Hélène Bass, Geneviève Cabannes.
- André Jaume, Patiences (GRIM Musiques 3), 1983

André Jaume, duos avec Gérard Siracusa, Fred Ramamonjiarisoa, Hervé Bourde, Raymond Boni, François Méchali, Jean-Marc Montera.
- Un Drame Musical Instantané, À travail égal, salaire égal (GRRR 1005), 1982

Jean-Jacques Birgé, Francis Gorgé, Bernard Vitet, Bruno Girard, Kent Carter, Jouk Minor, Hélène Bass, Marie-Noël Sabatelli, Geneviève Cabannes, Hélène Sage, Jean Querlier, Youenn Le Berre, Philippe Legris, Jacques Marugg, Gérard Siracusa.
- André Jaume, Musique pour 8 : l'Oc (Hat Art 1989/90), 1982

André Jaume, Jean-François Canape, Yves Robert, Jacques Veillé, Michael Overhage, Heiner Thym, François Méchali, Gérard Siracusa.

## Musique improvisée
- Un Drame Musical Instantané, Urgent Meeting (nml-GRRR 2018), 1991

Jean-Jacques Birgé, Francis Gorgé, Bernard Vitet, Dominique Fonfrède, Michel Godard, Gérard Siracusa.
- Toni Rusconi, Due fois cinq (VM Boxes ed. VMB CD 112), 1990

André Jaume, Renato Geremia, Gérard Siracusa, Giancarlo Schiaffini, Jean-Marc Montera, Toni Rusconi, Eugenio Colombo, Raymond Boni, Yves Robert, Mauro Pierotto.
- Michel Doneda, Terra (Nato 532), 1985

Michel Doneda, Beñat Achiary, Didier Masmalet, Gérard Siracusa, Phil Wachsmann.
- J.M Montera, Y. Robert, G. Siracusa & M. Doneda, Rencontres au Havre (Phonolithe Patch PP 0185), 1985

Jean-Marc Montera, Yves Robert, Gérard Siracusa, Michel Doneda.
- J.M Montera, Y. Robert, G. Siracusa, Anna S. et autres histoires (GRIM Musiques 1), 1983

Jean-Marc Montera, Yves Robert, Gérard Siracusa.
- Nommo, Dans le caprice amer des sables (Palm 29), 1978

André Jaume, Raymond Boni, Gérard Siracusa.

## Musique contemporaine
- Klaus Huber, Miserere Hominibus (Soupir éditions NT098), 2009

Les Jeunes Solistes, dir. Rachid Safir, (C. Boucard, AM. Jacquin, M. Wieczorek, M. El-Bushra, L. David, E. Hazebrouck, JC. Jacques, JL. Menet, I. Daups, O. Voize, PH. Xuereb, C. Delume, W. Grimmer, N. Cross, G. Siracusa).
- Nicolas Vérin (INA-GRM 475122), 2005

Gérard Siracusa in Metalmorphose, Cécile Daroux, Jean-Paul Céléa, Pilar Fontalba.
- Thomas Bloch, Ondes Martenot-Music For Ondes Martenot, (Naxos 8.555779), 2004

Nightmare by Lindsay Cooper, Lyrics by Abdulah Sidran
Phil Minton, Lindsay Cooper, Dean Brodrick, Thomas Bloch, Gérard Siracusa, Brian Abrhams.
- Denys Bouliane, Une soirée Vian (Col Legno 31888), 1997

Ingrid Schmithüsen, Klaus Häger, Michael Niesemann, Klaus König, Erberhard Maldfeld, Michael Riessler, Gérard Siracusa, Paulo Alvares.
- Jacques Diennet, Aubracs (GMEM AL03), 1987

Jacques Diennet, Gérard Siracusa.
- Transes Européennes, Le Bal de la contemporaine (TE 1001), 1986

Michel Musseau, Pablo Cueco, Sylvain Kassap, David Rueff, Guillermo Fellove, Paul Dubuisson, Mirtha Pozzi, Emmanuel Baudry, François Méchali, Gérard Siracusa.

## Avec la poésie
- Guylaine Renaud, Beñat Achiary, Dominique Regef, Gérard Siracusa, Beatiho (livre-disque Association d'idées/Museon Arlaten/Actes Sud), 2012

Sur des poèmes de Thérèse d'Avila et de Jean de la Croix.
- Hélène et Jacques Labarrière - Dominique Labarrière, Stations avant l'oubli (Quoi de neuf docteur DOC 046), 1999

Benoît Delbecq, Hélène Labarrière, Jacques Labarrière, D'(Kabal), Cristine Combe, Hubertus Biermann, Jean-Louis Matinier, Gérard Siracusa, Bruno Chevillon, Richard Foy, Gérard Marais, Guillaume Orti, Yves Robert.
- Les Poétiques : Frank Venaille (Compacts Radio France/France Culture 211757-HM CD 78), 1995

Vincent Segal, Mark Marder, Gérard Siracusa, Bernard Freyd.
- Jacques Diennet & Christian Tarting, Mante (Hat Art 2035), 1987

Martine Pisani, Gérard Siracusa, Danièle Robert, Jacques Diennet, Irène Jarsky, Joe McPhee, Jean-Marc Montera.

## Musique de scène, Chanson, Fanfare
- Jean-Marc Padovani et Enzo Cormann, Furia, 1995

Jean-Marc Padovani, Gérard Siracusa.
- Jan Maria Carlotti, Linhana/Lignane (Le Chant du Monde LDX 74814/CD Mont-Joia), 1984/1997

Jan Maria Carlotti, Jean-Guy Coulange, Bruno Chevillon, Michel Marre, Gérard Siracusa.
- Hélène Martin, Liberté femme 2 (Auvidis AV4456/CD FDC 1162), 1982

Hélène Martin, Jean Cohen-Solal, Jean-Guy Coulange, Bruno Chevillon, Gérard Siracusa.
- Blaguebolle, Blaguebolle (L'Oiseau Musicien 112209), 1978.

## Disques pour enfants
- Françoise Gerbaulet & Gérard Siracusa, La Jardinière de Légumes (Compacts Radio France/France Culture 211802-HM CD 57x2), 1999

Gérard Siracusa, Muriel Gastebois, Agnès Sourdillon, Félicité Wouassi, Christelle Wurmser, Élise Caron, Monique Tarbès, Jean-Luc Debattice, Jean-Paul Farré, Jérôme Kircher, Daniel Martin, Françoise Henry Cumer, Laurence Mayor, Mireille Mossé, Mouss.
- Pied de poule, Jamais tranquille (Zéro de conduite U310053/Unidisc-Auvidis/Naïve), 1993

Michèle Buirette, Geneviève Cabannes, Dominique Fonfrède, Gérard Siracusa.
- Un Drame Musical Instantané, Crasse Tignasse (Zéro de conduite U310043/Unidisc-Auvidis/Naïve), 1993

Jean-Jacques Birgé, Bernard Vitet, Gérard Siracusa, Michel Musseau.